# Bahovița, Loveci
Bahovița (în bulgară Баховица) este un sat în comuna Loveci, regiunea Loveci,  Bulgaria. 

## Demografie
Componența etnică a satului Bahovița
     Bulgari (82,66%)
     Romi (9,18%)
     Nicio identificare (7,22%)
     Altele (1,23%)
La recensământul din 2011, populația satului Bahovița era de 969 locuitori. Din punct de vedere etnic, majoritatea locuitorilor (82,66%) erau bulgari, cu o minoritate de romi (9,18%). Pentru 7,22% din locuitori nu este cunoscută apartenența etnică.